# 宮本敬文
宮本 敬文（みやもと けいぶん、1966年3月11日 - 2016年8月3日）は、日本の写真家・映画監督・小説家。
埼玉県浦和市（現：さいたま市）生まれ。日本大学芸術学部写真学科を卒業後、1988年渡米。New York School of Visual Arts大学院修了後、N.Yにて活動を開始。2002年帰国。広告、雑誌、CF等で活躍していた。 
2012年11月劇場映画初監督作品「The Moment -写真家の欲望-」発表。
中田英寿と親交が深い。
2016年8月3日、脳出血にて死去。50歳没。

## 主な仕事

### 広告
- IBM
- SONY
- 東芝
- KOSE
- SEIKO
- ORIX
- NTTドコモ
- 松下電工
- TOYOTA
- NISSAN
- HONDA
- ANA
- Canon
- 日本コカ・コーラ
- KIRIN
- 富士通
- SUNTORY
- アサヒ飲料
- アサヒビール
- ロート製薬
- FUJIFILM
- オムロン
- 大塚製薬
- 久光製薬
- ロッテリア
- KDDI/au
- 明治製菓
- 森永製菓
- LOTTE
- 江崎グリコ
- トステム
- NIKE
- FILA
- MIZUNO
- TBC
- SKY Perfectv!
- JCB
- TOTO
- 観光庁

他。

### 雑誌
ローリングストーン、Harper`s BAZAAR、CUT、rockin’on、H、SWITCH、Esquire、GQ、BRUTUS、ELLE、MEN’S NON-NO、GLOW、Numero、anan、SOTOKOTO、Interview、他。

### TV-CF
- 福山雅治MV“生きてる生きてく”
- JUJU MV“ありがとう”
- レノボ・ジャパン“IdeaPad”
- フジテレビジョン“最後から二番目の恋”、“ラッキーセブン”、“名前をなくした女神”
- NTTドコモ“キッズケータイ”“ドコモダケ”
- ACジャパン“支援キャンペーン”
- ワコール“リボンブラ”
- 東芝“dynabook”
- 東北電力＋東京電力“企業”
- アリコジャパン“電話でセレクト入院保険”
- キャノンﾏｰｹﾃｨﾝｸﾞジャパン“EOS７D”
- TOYOTA“カローラ”
- アサヒ“本生”
- 山崎製パン
- TBC
- AIU
- 花王“エマール”

他。

## 出版物
- 1998年 - “戦いの前の素顔”写真集:マガジンハウス ISBN 978-4-8387-1057-7
- 2001年 - SMAPドキュメンタリー フォトブック“Snap”:ビクターブックス/ビクターエンタテインメント ISBN 4-89389-171-5
- 2002年 - “THE CHALLENGERS”: LOUIS VUTTON CUP
- 2003年 - 中田英寿写真集“Amore Pace”、講談社、ISBN 978-4-06-308654-6
- 2007年 - “GIFT”写真集、マガジンハウス  ISBN 978-4-8387-1818-4
- 2010年 - ウイスキー さよならニューヨーク、小説、ISBN 978-4-8387-2212-9

映画
2012年　The moment 写真家の欲望　操上和美ドキュメンタリー

## 作品収蔵
- Museum of Modern Art : New York City
- Museum of Fine Art : Houston